# Zoran S. Nikolić
Zoran S. Nikolić (1965) srpski је književnik. Urednik je „Vranjskih knjiga“ i predsednik Udruženja književnika Vranja. Do 1999. godine bio urednik izdavačke delatnosti NIP „Novi svet“ u Prištini. Sada živi u Vranju.

## Objavljene knjige
- Poverljiv materijal, Novi svet, Priština, 1988;
- Rečeno kao ubijeno, Gutenbergova galaksija, Beograd, 1996;
- Onog u sebi, Istočnik, Novi Sad, 1998;
- Ovo naše doba,[1] Panorama, Priština - Beograd, 2006.
- Smrt za poneti,[2] Laguna, Beograd, 2016.

## Priredio
- Stara Priština, poznavanje grada u crtežu Radomira Paje Jankovića, „Novi svet“, Priština, 1994;
- Afera Pahomije, „Vranjske knjige“, Vranje, 2004.